# قلعه درح
بقایای قلعه دُرُح مربوط به دوره تیموری ـ دوره قاجاریه است و در شهرستان سربیشه، بخش مرکزی، دهستان درح، داخل روستای درح واقع شده و این اثر در تاریخ ۸ بهمن ۱۳۸۵ با شمارهٔ ثبت ۱۷۰۵۸ به عنوان یکی از آثار ملی ایران به ثبت رسیده است.